# Mark Meadows
Mark Randall Meadows (Verdun, 28 luglio 1959) è un politico statunitense, membro della Camera dei Rappresentanti per lo stato della Carolina del Nord dal 2013 al 2020 e successivamente capo di gabinetto della Casa Bianca nell'amministrazione Trump dal 2020 al 2021.
Repubblicano del Tea Party, Meadows è stato un membro fondatore del Freedom Caucus. Durante la sua permanenza al Congresso, è stato uno dei legislatori repubblicani più conservatori e ha svolto un ruolo importante nello shutdown del governo federale degli Stati Uniti nel 2013. Ha anche cercato di rimuovere John Boehner dalla carica di presidente della Camera dei rappresentanti degli Stati Uniti. Dopo che Trump ha perso le elezioni presidenziali del 2020, Meadows ha partecipato al tentativo fallito di Trump di ribaltare i risultati elettorali e rimanere al potere. Il 14 agosto 2023 è stato incriminato insieme ad altre 18 persone nell'accusa relativa alle elezioni del 2020 in Georgia.

## Biografia
Nato in Francia, Meadows crebbe in Florida e successivamente si trasferì nella Carolina del Nord. Dopo aver svolto per molti anni l'attività di imprenditore, Meadows entrò in politica con il Partito Repubblicano e nel 2012 si candidò alla Camera dei Rappresentanti per un distretto congressuale che era stato ridisegnato in modo da comprendere un territorio più favorevole ad un elettorato repubblicano.
Il seggio era stato fino ad allora occupato dal democratico Heath Shuler, che però aveva annunciato il suo ritiro e quindi Meadows non aveva un avversario in carica da sconfiggere. Nelle elezioni affrontò un collaboratore di Shuler, Hayden Rogers, riuscendo a sconfiggerlo con un ampio margine. Negli anni successivi fu riconfermato deputato per altri tre mandati.
Sposato con Debbie, Meadows ha due figli, ed ideologicamente si configura come un repubblicano conservatore. Il 6 marzo 2020 fu nominato dal presidente Donald Trump come nuovo capo di gabinetto della Casa Bianca ed entrò in carica il 31 marzo.

## Procedimenti giudiziari relativi alle elezioni presidenziali del 2020
Il 14 agosto 2023, la procuratrice della Contea di Fulton (Georgia) Fani Willis, ha annunciato l'incriminazione di Meadows, insieme ad altri tra cui l'ex Presidente Donald Trump e l'ex Sindaco di New York Rudy Giuliani, per aver cospirato nel tentativo di ribaltare le elezioni presidenziali del 2020 nello Stato della Georgia, vinta per meno di mezzo punto percentuale dal democratico Joe Biden .